# Tay Garnett
William Taylor Garnett (* 13. Juni 1894 in Los Angeles, Kalifornien; † 3. Oktober 1977 in Sawtelle, Los Angeles) war ein US-amerikanischer Regisseur, Drehbuchautor und Filmproduzent. Bekannt wurde er durch den Film noir Im Netz der Leidenschaften (1946).

## Leben
Tay Garnett war im Ersten Weltkrieg Kampfflieger. 1920 kam er zunächst als Drehbuchautor zum Film. Er arbeitete für Hal Roach und Mack Sennett, ehe er ab 1927 hinter der Kamera als Regisseur tätig wurde. Bekannt wurde er 1932 für das sicher und elegant in Szene gesetzte Melodrama Reise ohne Wiederkehr, der letzten gemeinsamen Arbeit des populären Leinwandpaares Kay Francis und William Powell. Garnett drehte in den nächsten Jahren Filme aus den unterschiedlichsten Genres, mit einer gewissen Vorliebe für Abenteuerfilme. So war er 1935 verantwortlich für Abenteuer im Gelben Meer mit Clark Gable, Jean Harlow und Wallace Beery und 1940 für Das Haus der sieben Sünden mit Marlene Dietrich und John Wayne. Zu den heute noch bekannten Filmen gehört die Adaption des Romans Im Netz der Leidenschaften, den er für MGM mit Lana Turner und John Garfield umsetzte. Der Film war ungewöhnlich explizit in seiner Darstellung von sexueller Hörigkeit und anderen menschlichen Abgründen, weswegen Studioboss Louis B. Mayer zunächst die Uraufführung verhindern wollte. 
Insbesondere in den 1920er Jahren war Garnett auch als Drehbuchautor tätig, was in den folgenden Jahrzehnten nur noch vereinzelt der Fall war. Von Ende der 1930er Jahre bis 1941 trat er auch kurzfristig als Produzent in Erscheinung. 1970 geschah dies  nochmals bei Der Delta Faktor, den er auch inszenierte.
Insgesamt war die Karriere von Tay Garnett uneinheitlich, und die Erfolge traten zurück hinter einer langen Abfolge von Routineproduktionen. Seit Ende der 1950er-Jahre arbeitete er hauptsächlich für das Fernsehen. Er war von 1929 bis 1933 mit dem Stummfilmstar Patsy Ruth Miller verheiratet, die Ehe wurde allerdings geschieden. In dritter Ehe heiratete er im Jahr 1953 die Schauspielerin Mari Aldon. Garnett schrieb zwei Autobiographien: Light Up Your Torch und Pull Up Your Tights. Er starb 1977 im Alter von 83 Jahren an Leukämie. Seine Asche wurde auf See vor der Küste Südkaliforniens verstreut.

## Filmografie (Auswahl)

### Regisseur
- 1924: Fast Black (Kurzfilm)
- 1925: All Wool (Kurzfilm)
- 1928: Celebrity
- 1928: The Spieler
- 1929: The Flying Fool
- 1929: Oh, Yeah!
- 1930: Officer O’Brien
- 1930: Ein Mann für sie (Her Man)
- 1931: Helden der Unterwelt (Bad Company)
- 1932: Prestige
- 1932: Okay, America!
- 1932: Reise ohne Wiederkehr (One Way Passage)
- 1933: Destination Unknown
- 1933: SOS Eisberg
- 1935: Abenteuer im Gelben Meer (China Seas)
- 1935: Die Lady und der Gangster (She Couldn’t Take It)
- 1935: Chicago-Gangster (Professional Soldier)
- 1937: Der Liebesreporter (Love Is News)
- 1937: Das Sklavenschiff (Slave Ship)
- 1937: Mr. Dodd geht nach Hollywood (Stand-In)
- 1938: Joy of Living
- 1938: Trade Winds
- 1939: Zauberer der Liebe (Eternally Yours)
- 1939: Slightly Honorable
- 1940: Das Haus der sieben Sünden (Seven Sinners)
- 1941: Cheers for Miss Bishop
- 1942: My Favorite Spy
- 1943: Bataan
- 1943: The Cross of Lorraine
- 1944: Tagebuch einer Frau (Mrs. Parkington)
- 1945: Die Entscheidung (The Valley of Decision)
- 1946: Im Netz der Leidenschaften (The Postman Always Rings Twice)
- 1947: Rauhe Ernte (Wild Harvest)
- 1949: Ritter Hank, der Schrecken der Tafelrunde (A Connecticut Yankee in King Arthur's Court)
- 1950: Rollschuh-Fieber (The Fireball)
- 1951: Grund zur Aufregung (Cause for Alarm!)
- 1951: Drei auf Abenteuer (Soldiers Three)
- 1952: Korea (One Minute to Zero)
- 1953: Main Street to Broadway
- 1954: Unter schwarzem Visier (The Black Knight)
- 1956: Die sieben Weltwunder (Seven Wonders of the World)
- 1956: Screen Directors Playhouse (Fernsehserie, 3 Episoden)
- 1957–1958: Goodyear Theatre (Fernsehserie, 3 Episoden)
- 1958–1959: Ihr Star: Loretta Young (A Letter to Loretta, Fernsehserie, 5 Episoden)
- 1959–1960: Die Unbestechlichen (The Untouchables, Fernsehserie, 3 Episoden)
- 1959–1960: Wagon Train (Fernsehserie, 3 Episoden)
- 1960: Overland Trail (Fernsehserie, 4 Episoden)
- 1960: Aufstand im Morgengrauen (A Terrible Beauty)
- 1960: Riverboat (Fernsehserie, Episode 2x11)
- 1960–1961: Gnadenlose Stadt (Naked City, Fernsehserie, 2 Episoden)
- 1960–1961: Der zweite Mann (The Deputy, Fernsehserie, 12 Episoden)
- 1961: Am Fuß der blauen Berge (Laramie, Fernsehserie, Episode 2x18)
- 1961: Whispering Smith (Fernsehserie, Episode 1x09)
- 1961: Polizeirevier 87 (87th Precinct, Fernsehserie, Episode 1x14)
- 1961–1962: The Tall Man (Fernsehserie, 8 Episoden)
- 1961–1966: Rauchende Colts (Gunsmoke, Fernsehserie, 3 Episoden)
- 1961–1966: Im Wilden Westen (Death Valley Days, Fernsehserie, 25 Episoden)
- 1962: Tausend Meilen Staub (Rawhide, Fernsehserie, 3 Episoden)
- 1962: Frontier Circus (Fernsehserie, Episode 1x24)
- 1962: The Beachcomber (Fernsehserie, 9 Episoden)
- 1963: Revolverhelden von Wyoming (Cattle King)
- 1963–1965: Bonanza (Fernsehserie, 7 Episoden)
- 1965: The Loner (Fernsehserie, Episode 1x13)
- 1965–1966: The Legend of Jesse James (Fernsehserie, 2 Episoden)
- 1966: Unser trautes Heim (Please Don’t Eat the Daisies, Fernsehserie, 2 Episoden)
- 1970: Der Delta Faktor (The Delta Factor)
- 1975: Trapper, Wolf und Fährtensucher (Challenge to Be Free)
- 1975: Die Sieben vom Holzfällercamp (Timber Tramps)

### Drehbuchautor
- 1920: The Quack Doctor (Kurzfilm)
- 1922: The Hottentot
- 1923: The Uncovered Wagon (Kurzfilm)
- 1924: Don’t Park There (Kurzfilm)
- 1924: Galloping Bungalows (Kurzfilm)
- 1925: The Plumber (Kurzfilm)
- 1925: Honeymoon Hardships (Kurzfilm)
- 1925: The Sleuth (Kurzfilm)
- 1925: Who’s Your Friend
- 1926: That’s My Baby
- 1926: Puppy Lovetime (Kurzfilm)
- 1926: Up in Mabel’s Room
- 1926: Smith’s Visitor (Kurzfilm)
- 1926: There You Are!
- 1926: Der rote Pirat (The Cruise of the Jasper B)
- 1927: Rubber Tires
- 1927: Kampf um Liebe (White Gold)
- 1927: Die ersten langen Hosen (Long Pants)
- 1927: Ein Mädel vom Zirkus (No Control)
- 1927: The Wise Wife
- 1927: Turkish Delight
- 1928: Wolkenkratzer (Skyscraper)
- 1928: The Cop
- 1928: Power
- 1928: Celebrity
- 1928: The Spieler
- 1929: The Flying Fool
- 1929: Oh, Yeah!
- 1931: Helden der Unterwelt (Bad Company)
- 1932: Prestige
- 1970: Der Delta Faktor (The Delta Factor)

### Produzent
- 1938: Trade Winds
- 1939: Zauberer der Liebe (Eternally Yours)
- 1939: Slightly Honorable
- 1941: Unexpected Uncle
- 1941: Week-End for Three
- 1970: Der Delta Faktor (The Delta Factor)